# Акотилија
Акотилија је термин који се користи за биљке које припадају семеницама (Spermatophyta) а немају котиледоне, као што је случај са орхидејама и вилином косицом. Семе орхидеја је врло ситно са неразвијеним ембрионом. Развој клијаваца зависи од микоризне гљиве која обезбеђује хранљиве материје до преласка на аутотрофан начин исхране. Овакав облик исхране назива се микохетеротрофан.
Мада поједини аутори, посебно током XIX века и раније користе термин акотилија за биљке које немају котиледоне јер немају ни семе (као што су папрати и маховине), други ограничавају термин само на семенице без котиледона.
Скривеносеменице (Angiospermae Lindl., синоним Magnoliophyta) подељене су на две велике класе. Класа монокотиле (Monocotyledoneae, синоним Liliopsida) обухвата биљке са једним котиледоном који је модификован тако да апсорбује хранљиве материје из семена и никад на излази из семена и не постаје фотосинтетички. 
Биљке са два клицина листа дикотиле (класа: Dicotyledoneae, синоним Magnoliopsida) често имају фотосинтетичке котиледоне, односно они излазе ван семена и попримају хлорофил учествујући у аутотрофном начину исхране.
Голосеменице имају два или више (до 24) котиледона.